# 가르기
가르기는 물줄기를 가르듯 상대방 돌의 가운데를 가르고 나가는 수단이다.